# Слатина (Лакташи)
Слатина (серб. Слатина) — населенный пункт в общине Лакташи, который принадлежит энтитету Республике Сербской, Босния и Герцеговина. По результатам югославской переписи населения 1991 года в Слатине проживало 1153 человека.

## Достопримечательности и туризм
Слатина славится своими банями, есть комплекс бань, где также расположена больница с современным оборудованием и лечебный бассейн.
Слатина славится своей Старой церковью, которая находится всего в 3—4 км от города. Легенда гласит, что сама церковь появилась ночью на небольшом холме в период правления турок. Каждый год на Рождество и Пасху собираются сотни верующих. Церковь была построена из дерева и имеет небольшой размер, поэтому, чтобы войти внутрь, приходится нагибаться.
Также в городе есть школа, построенная голландцами после землетрясения.
В Слатине есть роскошный отель «Slateks» на 50 номеров класса люкс.

## Население
В 1953 году Слатина была отдельной общиной.
| 1948                           | 1953 | 1961 | 1971 | 1981 | 1991 | - |
| ------------------------------ | ---- | ---- | ---- | ---- | ---- | - |
| 2645                           | 7209 | 1139 | 1188 | 1180 | 1153 | - |
| Гистограмма динамики населения |      |      |      |      |      |   |

### Национальный состав
1971 год:
- Сербы — 1103
- Хорваты — 18
- Югославы — 1
- Мусульмане — 4
- Другие — 62

1981 год:
- Сербы — 1049
- Хорваты — 10
- Югославы — 60
- Мусульмане — 2
- Другие — 59

1991 год:
- Сербы — 1031
- Хорваты — 9
- Югославы — 83
- Мусульмане — 1
- Другие — 29